# チャコニン
チャコニン（英: Chaconine）チャコニン（カコニン）は、ナス科の植物のジャガイモ、ツルナス、イヌホオズキなどに含まれる天然毒素。
グルコースやガラクトースなどの糖と、アルカロイドからできているグリコアルカロイド（糖アルカロイド）の一種。  

## 症状と治療
吐き気、嘔吐、下痢、腹痛、頭痛、めまいなどであり、体重1 kgあたり1 mg以上摂取すると食中毒症状が出る可能性があり、体重1 kgあたり3～6 mg以上摂取すると死ぬ可能性がある。食後30分～半日で症状は現れる。
尚、体重1 kgあたりの摂取量が0.1 mg以下であれば健康への悪影響はないと考えられる。